# Gymnoscelis delocyma
Gymnoscelis delocyma är en fjärilsart som beskrevs av Turner 1904. Gymnoscelis delocyma ingår i släktet Gymnoscelis och familjen mätare. Inga underarter finns listade i Catalogue of Life.